# Tamy
Tamy Duarte Macedo (Vitória, 10 de maio de 1979) é uma cantora, compositora e violonista brasileira.
Lançou em 2004, seu primeiro disco, Soul mais Bossa, distribuído no Brasil e lançado internacionalmente para Ucrânia e Japão.
Sua música "Eu Tô com Você", fez parte do filme A Onda da Vida, sob direção de José Augusto Muleta. Sua outra música de destaque foi "Vem Ver", que foi tema da personagem Dora na telenovela Viver a Vida, exibida pela Rede Globo entre setembro de 2009 a maio de 2010.
Em 2012, Tamy se mudou para Montevidéu, capital do Uruguai, com a intenção de imergir na cultura local. Cinco anos depois, lançou seu quarto álbum Parador Neptunia pela gravadora Dubas, que incluía faixas cantadas em espanhol, canções do repertório popular uruguaio, e uma influência do ritmo africano candombe.